# Sfortuna
La sfortuna, detta anche scalogna o sventura, è la sorte avversa e si pone come il contrario della fortuna. Chi distribuisce tanta sfortuna viene detto iettatore. Essa consiste in tutti quegli eventi negativi che accadono ad una persona ma che non sono imputabili a colpe dello sfortunato. 
Nel folklore popolare spesso la sfortuna è vista come un influsso malevolo che può essere scatenato da determinati eventi oppure direzionato intenzionalmente o meno verso qualcuno sotto forma di malocchio o fattura.

## La superstizione
La superstizione è l'insieme di tutte quelle pratiche da eseguire o evitare in modo da avvicinare la fortuna e di conseguenza allontanare la sfortuna. 
Esse consistono nell'utilizzo di amuleti portafortuna, esecuzione di gesti scaramantici in caso di eventi considerati poco fortunati (toccarsi i testicoli al passaggio di un'ambulanza o fare il gesto delle corna). Ci sono inoltre molte azioni da evitare per non attirare la sfortuna e anche numeri e animali considerati sfortunati. 
Tutte le pratiche legate alla scaramanzia sono ritenute agli occhi della scienza e delle religioni ufficiali frutto di errore e d'ignoranza, di convinzioni infondate e credenze sorpassate.

## Lo sfortunato
La figura dello sfortunato è molto sfruttata nel cinema e nella letteratura, soprattutto di genere comico. Esempi dello sfortunato cronico sono il ragioniere Ugo Fantozzi, impersonato da Paolo Villaggio, e Paperino. In queste opere, quando non viene esplicitato, come nei due esempi citati, si tenta di instaurare nello spettatore o lettore il dubbio che la sfortuna sia una caratteristica intrinseca al personaggio e che sia contagiosa nei confronti di chi gli sta vicino, come per i cosiddetti iettatori. Nonostante siano state date esaurienti spiegazioni sul perché alcuni eventi vengano considerati nefasti (vedi paragrafo seguente), continuano a esservi persone superstiziose, come pure persone che, pur non proclamandosi superstiziose, preferiscono evitare certi comportamenti, sostenendo che in ogni caso sia meglio non sfidare la sorte e quindi, di fatto, ammettendo di credere nella superstizione.

## Lo iettatore
Il termine jella, iella deriva dall'arcaismo iettare, gettare sotto forma di polvere il proprio risentimento verso una persona, affinché sia colta da maleficio e patisca fortuna avversa. Colui che lancia il maleficio è detto dunque iettatore (ma nel linguaggio parlato viene spesso chiamato menagramo)
Va detto che, a discapito del nome, solitamente lo iettatore non ha controllo sulla sua "aura" sfortunata e quindi contagia chi gli sta intorno involontariamente (a differenza di chi, intenzionalmente, lancia una fattura o malocchio) e questo può causare l'isolamento sociale del malcapitato.
La fama di iettatore può nascere per scherno e per gioco, ma spesso attorno ad esso può scaturire un'aneddotica di episodi nefasti, privi di fonte e di riscontri, ma che possono accompagnare questa vittima involontaria per parte della sua vita. Un soggetto con tale reputazione può essere riverito per scaramanzia ma spesso emarginato.
Sia la tradizione popolare sia la letteratura, valga per tutti l'esempio di Georges Dumas nell'opera Le surnaturel et les dieux d'après les maladies mentales misero a fuoco la figura dello iettatore descrivendolo come un essere magro, leggermente curvo, pallido, arcigno, solitario, taciturno, dal naso ricurvo, con occhi grandi e sporgenti, e sopracciglia folte e unite.

## Sfortuna in psicologia
La sfortuna potrebbe anche essere considerata un particolare atteggiamento dei soggetti, ovvero uno stato mentale e/o comportamenti quali valutazioni superficiali, scarsa attenzione per l'ambiente circostante, errata percezione di fenomeni, o un modus operandi inadeguato per una certa circostanza, tali da aumentare la probabilità che un evento negativo si verifichi.
Ad esempio, passare sotto una scala non porta sfortuna di per sé, ma rispetto al passare lontano da essa, aumenta la possibilità che qualche oggetto cada in testa allo "sfortunato" passante, specialmente se è distratto.

## Lista di "porta-sfortuna"
- In vari paesi, soprattutto di tradizione anglosassone, si dice che porti sfortuna il venerdì 13 (perché venerdì è il giorno in cui fu crocifisso Gesù e 13 era il numero di persone presenti all'Ultima Cena); in altri il venerdì 17, perché in numeri romani questo numero è XVII, anagramma di VIXI, io vissi (e quindi sono morto); o ancora il martedì 13 (Spagna, Grecia, Sudamerica);[5][6][7]
- L'associazione numerologica negativa del numero 13 si attribuisce tradizionalmente al numero dei partecipanti all'Ultima Cena, da cui sarebbe scaturita la consuetudine di evitare banchetti di tredici persone, pena la morte entro breve del tredicesimo invitato. Nel lussuoso Hotel Savoy di Londra, il problema viene ovviato ponendo una busta tra i convitati o addirittura includendo un gatto. Un'altra teoria vuole invece che un venerdì 13 del 1307 Filippo il Bello diede ordine di sterminare i cavalieri templari per impadronirsi delle loro ricchezze: da allora la nomea riguardo a questo numero. Nella Cabala il numero viene dai tempi antichi associato con la morte, al punto che appare nella sinistra carta dei Tarocchi, raffigurante uno scheletro armato di falce, non sempre con valenza infausta, talvolta presagio di cambiamenti.[7]
- Anche riguardo all'origine del 17 sfortunato sussistono diverse tesi: una delle più diffuse, per quanto ormai rifiutata dalla maggior parte degli studiosi[8], riconduce la credenza al latino in quanto il numero 17 si scrive XVII, che anagrammato diventa VIXI (ho vissuto, quindi "sono morto"); un'altra ipotesi sostiene che l'origine risalga ad una delle più gravi sconfitte dell'esercito romano: la battaglia della Foresta di Teutoburgo nell'anno 9 d.C., in quell'infausta occasione furono annientate tre intere legioni (la XVII, la XVIII e la XIX), episodio che creò un enorme turbamento a Roma e la cui eco rimase a lungo nel mondo romano, infatti gli imperatori che si susseguirono nei secoli decisero di non battezzare più altre legioni con il nome delle tre annientate a Teutoburgo. La sfortuna del 17 potrebbe essere di origine biblica: nella Genesi (7,11) è indicato che il Diluvio Universale ebbe inizio il 17 del 2º mese nell'anno seicentesimo della vita di Noè.[7]
- In Cina, il quattro è considerato un numero sfortunato perché il numero quattro, che si scrive 四, ha circa la stessa pronuncia dell'ideogramma usato per rappresentare la morte (死). In Giappone è la stessa cosa, pur con una pronuncia diversa dal cinese.[9][10]
- Si dice che rompere uno specchio porti sette anni di disgrazie: già prima dell'invenzione dello specchio si riteneva che ogni superficie riflettente fosse dotata di proprietà magiche. L'uomo preistorico che vedeva la propria immagine riflessa nell'acqua di un lago o di uno stagno poteva pensare che si trattasse di un altro sé stesso. Di conseguenza, qualunque disturbo arrecato al riflesso poteva significare un pericolo per la propria salute. La credenza si rinforzò con l'arrivo degli specchi: qui, vedendo la propria immagine distorta e spezzata nei frammenti di uno specchio rotto, diventava anche più facile credere a possibili conseguenze negative. Furono gli antichi Romani a decretarne la nomea dato che tramite uno specchio si potesse osservare quello che avveniva lontano dal loro Impero. Poiché uno specchio rotto significava che la salute era stata spezzata, si concluse che sarebbero stati necessari sette anni prima di tornare sani come prima. Inoltre lo specchio era un oggetto molto prezioso, pertanto la sua rottura avrebbe comportato una grande spesa per poterlo sostituire. Fonti da citare riporterebbero la notizia di sanzioni pecuniarie vigenti nella Repubblica Veneziana, a carico del proprietario che lo rompeva, in quanto il prezioso strato argenteo doveva venir recuperato ad opera delle fonderie.[11][12]
- È considerato sfortunato anche far cadere il sale o il recipiente che lo contiene, pure nel caso in cui questa caduta non ne comporta lo spargimento sul tavolo o per terra; questo perché in antichità il sale era una merce rara e preziosa (il termine "salario" deriva anche da una forma di pagamento in sale presso l'antica Roma) e sprecarlo gettandolo per terra era considerato di cattivo auspicio. Tuttavia, la sfortuna si ritiene scongiurata gettandone un pizzico dietro le spalle. Inoltre i cristalli di sale sono paragonabili a minuscoli sferoidi, quindi poggiare un piede al di sopra di essi comporta uno scivolamento con possibile caduta.[13]
- Anche gettare l'olio viene considerato un evento sfortunato, principalmente per il valore economico, poi perché è molto scivoloso e, come detto prima con il sale, può provocare cadute. Per ovviare alla sfortuna si dice di buttarci sopra del sale, ma questo è più un atto pratico in quanto i cristalli di sale assorbono l'olio rendendolo una poltiglia facilmente recuperabile.[14]
- Aprire un ombrello in casa è considerato un cattivo presagio, perché indicherebbe che il tetto lasci passare la pioggia, simboleggiando una casa ridotta in miseria. Un'altra interpretazione è dovuta al fatto che una volta, se c'era un moribondo in casa, entrava un prete a portare il viatico, al di sotto di un ombrello aperto in segno di rispetto per il pane eucaristico. Aprire un ombrello in casa evocava perciò un evento simile e la possibile morte di un congiunto.[13][15]
- Si ritiene che appoggiare un cappello sul letto possa portare un lutto in famiglia.[13]
- Si considerano sfortunati gli atti di augurare «buona fortuna» o «auguri» prima di un evento importante, e similmente «buona caccia» a un cacciatore (il quale viene invece salutato con «in bocca al lupo») o «buona pesca» a un pescatore, per via della credenza scaramantica secondo la quale se si parla di un evento questo non accadrà.[senza fonte]
- Il colore viola è considerato tabù per molti artisti perché nel medioevo, nel periodo della Quaresima, durante il quale i sacerdoti indossano paramenti viola, erano vietati gli spettacoli teatrali: attori e saltimbanchi erano quindi costretti a un'inattività forzata. Nonostante tale motivazione sia decaduta e sia sconosciuta alla maggior parte degli artisti moderni, ancora oggi il viola viene volutamente evitato, ad esempio da alcuni cantanti durante le loro esibizioni, e soprattutto in televisione, se non come una sorta di provocazione contro chi crede nelle superstizioni. In passato il Teatro Regio di Torino ha visto molti grandi interpreti, tra cui Luciano Pavarotti, rinunciare a esibirsi, per via del suo soffitto viola.[16]
- Uno dei più tipici eventi sfortunati è rappresentato dal gatto nero che attraversa la strada. Nel medioevo, i gatti neri erano associati al diavolo e ai sortilegi, tanto che bastava possedere un gatto nero per poter essere accusati di stregoneria e quindi condannati al rogo.[13][17]
- Il passare sotto una scala è considerato di cattivo auspicio. Il timore risalirebbe al Medioevo: appoggiata alle mura la scala formava un triangolo, simbolo inviolabile della Trinità. L’elemento della scala, tuttavia, appare in quasi tutte le religioni: nell’antico Egitto, Horus era detto anche “dio della scala” per il sostegno che dava ai defunti in cammino verso “l’eterna luce”. Nella Bibbia la scala sognata da Giacobbe porta in cielo: Maometto parlò di una scalinata lungo la quale le anime dei giusti salgono verso Allah. Partendo da questi significati, si sarebbe arrivati a credere che passare sotto (anziché sopra) la scala attirasse l’ira divina. Secondo un'altra spiegazione, l’origine di questa superstizione sarebbe invece più militare: i difensori dei castelli medioevali erano infatti soliti versare olio o pece bollente sugli assedianti che si accingevano ad arrampicarsi sulle scale. Più prosaicamente passare sotto una scala potrebbe aver assunto lo status di gesto sfortunato in quanto azione di per sé pericolosa a causa della possibile caduta di oggetti contundenti utilizzati da persone al lavoro sulla scala stessa;[13]
- Gli anni bisestili sono considerati sfortunati, come recita il proverbio: Anno bisesto, anno funesto.[18]
- Altri eventi considerati sfortunati sono:
  - Cominciare qualcosa di martedì o venerdì. Si può trattare di una costruzione di una casa, di un viaggio oppure di un qualsiasi progetto concreto o di vita. Il detto di riferimento è "Né di Venere né di Marte, non si sposa non si parte, né si dà principio all'arte". Una spiegazione plausibile può venire dal fatto che Marte fosse il Dio della guerra e Venere della femminilità, lussuriosa e ingannatrice.[19]
  - Incontrare per la strada un carro funebre senza la bara. La spiegazione è chiaramente la possibilità per chi lo veda di riempirlo presto.[senza fonte]
  - Avere tatuaggi in numero pari. Di solito se se ne vuole aggiungere uno si fa anche un puntino di inchiostro in una parte non visibile. La superstizione pare provenga dall'usanza dei marinai al loro primo incarico di farsi un tatuaggio ad ogni porto (Uno al porto "di casa", uno al porto di arrivo, uno di nuovo al porto di casa), ed averne solo due significava quindi essere in luoghi lontani da casa o comunque non aver potuto terminare per cause avverse il rientro verso i propri cari.[20]

## Riti ed oggetti apotropaici
Per la superstizione popolare, la sfortuna non è mai casuale, bensì "attirata" dallo sfortunato a causa di comportamenti errati, irrispettosi o superbi che vengono perciò puniti dalla divinità o "inviata" da nemici ed invidiosi. Le culture umane hanno sviluppato numerosi oggetti e riti o gesti apotropaici, cioè atti ad allontanare gli influssi maligni, detti anche riti scaramantici.
- Fare il gesto delle corna stendendo indice e mignolo e flettendo invece le altre dita. Si suppone derivi dall’uso delle donne romane di porsi un anello amuleto nell’indice e uno nel mignolo, d’onde verosimilmente ne sarebbe venuto l’uso di scongiurare la iettatura stendendo codeste due dita e chiudendo le altre[21]
- Toccarsi i testicoli. Già in epoche antiche esistono testimonianze di tale pratica in diversi testi classici, in greco: «Τρέσ καί τέτταρεσ σφαíρα  λαβών, πάντα κακά φεύγονται» (toccando tre o quattro volte i testicoli, tutte le sventure svaniscono) ed in latino: «Terque quaterque testiculis tactis, pilo detracto et sublato omnis fascinatio iactata est» (dopo aver toccato tre o quattro volte i testicoli, strappato e lanciato in aria un pelo, ogni malocchio è allontanato). Si ritiene che la “forza vitale” dei testicoli possa allontanare gli influssi maligni. È da ricollegarsi al culto di Priapo ed all'uso già diffusissimo in epoca romana di amuleti di forma fallica per allontanare la sfortuna sia da portare indosso che da apporre all'ingresso delle abitazioni.
- il possesso di un amuleto a forma di corno. È la sua forma che ne ha fatto, sin dall’epoca neolitica, e ne fa ancora oggi, simbolo della virilità, della fertilità e, dal momento che per gli animali che posseggono corna queste sono un’arma, anche della forza. Significati, questi, ancora più evidenti nella cornucopia, il corno colmo dei doni della terra. Evidente, quindi, come il portare con sé un corno rappresenti un modo per propiziarsi quelle virtù e quei beni. La simbologia del corno è diffusa in tutte le civiltà e culture, da quella ebraica e cristiana, a quella sumera, a quella indù e cinese, a quella degli sciamani (stregoni) siberiani.
- Amuleti da porre a protezione dell'abitazione:
  - Maschere grottesche poste su architravi e dalle facciate dei palazzi. Le maschere apotropaiche, utilizzate e conosciute ad ogni latitudine, sono uno dei rari retaggi pagani che sopravvivono ancora oggi, all'interno dei nostri contesti urbani moderni. Nel nostro territorio sono presenti ovunque,da nord a sud, nelle antiche masserie di campagna,nei piccoli borghi, come nelle piazze, nelle fontane e nei palazzi più o meno centrali delle grandi città. Le maschere dovevano essere mostruose, in grado di spaventare gli spiriti maligni e tenerli distanti dall’abitazione, il modello più diffuso rappresenta solitamente un volto demoniaco distorto in una smorfia con la lingua ben esposta. Tra i simboli apotropaici ricorrenti, collocati nei punti di accesso delle case come porte e balconi, si riportano anche il leone e la conchiglia, di cui il primo rappresenta la potenza, forse riferito anche alla stirpe della famiglia, e la seconda invece evoca l’accoglienza. Anche Eolo, il Dio del vento, viene spesso posizionato davanti alle porte per soffiare via, con la sua potenza, le brutte negatività.
  - Teschi animali, spesso di bovini
  - Usanza abbastanza diffusa era quella di inchiodare gli uccelli, preferibilmente notturni, sugli stipi delle porte, rito anche questo molto antico di origine romana, citata nelle “Metamorfosi” di Apuleio (…) “li prendono e li inchiodano alle porte perché con la loro morte atroce facciano penitenza delle disgrazie che il loro volo infausto reca alle famiglie”.
  - Qualora una di queste forze negative (streghe, folletti, spiriti errabondi) fosse riuscita ad oltrepassare la soglia, era necessario preparare altri "ostacoli" apotropaici quali: scope con le setole rivolte verso l'alto, corde con numerosi nodi intrecciati, coltelli con la lama rivolta in giù. La presenza malvagia risultava costretta a contare minuziosamente i fili della scopa o sciogliere nodi, impiegando così tutta la notte, tempo a loro disposizione per la possibile esplicazione dell'influsso malefico; mentre lo spirito veniva "tagliato" dal coltello, riconfermando la sua importanza nella strumentazione magico - folklorica.
  - In Albania è usanza appendere pelouche, fantocci o bambole, detti dordolec, sulle case in costruzione per attirare su di essi il malocchio degli invidiosi fungendo come una sorta di "parafulmine" della sfortuna che così eviterà di colpire la casa ed i futuri abitanti[22]
  - Il possesso di un ferro di cavallo, molto spesso applicato sopra l'ingresso di casa per allontanare streghe ed influssi demoniaci. Si fa risalire alla leggenda di San Dunstano che avendo imprigionato il demonio con una sorta di ferro di cavallo per liberarlo strappò al maligno la promessa di non entrare mai più in un luogo dove ci fosse un ferro di cavallo. Da qui deriva anche l'uso di "toccare ferro" e l'utilizzo di chiodi come amuleto.
- Nella tradizione nordica anziché "toccare ferro" si utilizza la locuzione "toccare legno". L'origine dell'usanza può essere ricondotta alla sacralità di origine celtica degli alberi e degli spiriti che in essi abiterebbero. Va ricordato in proposito che il nome del legno in tutte le lingue celtiche è omonimo di scienza, di sapere, e gli alberi, specialmente la betulla, il melo, il tasso, sono presenti in tutta la simbologia della vita e della morte. La bacchetta di nocciolo è generalmente usata in magia per fare incantesimi e per combattere il male.
- Gettare un pizzico di sale dietro la schiena come gesto per allontanare la sfortuna attirata rovesciandolo.
- Toccare tre volte la gobba di un uomo gobbo.